# Eryops
Eryops  (ɛəri.ɒps del griego ερυειν = dilatado y ωψ = cara, que significa "cara dilatada", porque la mayor parte de su cráneo estaba delante de sus ojos) es un género extinto de temnospóndilo que vivió a finales del período Carbonífero y a comienzos del período Pérmico, en lo que hoy son los estados de Oklahoma, Nuevo México y Texas (Estados Unidos).

## Características
Llegaba a medir unos 2 metros. Sus dientes afilados indican que era carnívoro, semejante al aligátor tanto en su apariencia como en sus hábitos. Entre la serie de adaptaciones al medio terrestre que exhibía destacan la estructura corporal fuerte y pesada, extremidades alargadas, una gruesa piel que le ayudaba a soportar su peso en tierra. Presentaba, a su vez, un esqueleto apendicular similar al resto de los temnospóndilos, pero con la diferencia de que estaba altamente osificado.

## Hábitos
Este animal estaba adaptado a los ambientes terrestres y a los ambientes acuáticos, pero vivía la mayor parte de su vida en el medio terrestre. Aunque se dice que no caminaba bien en él.

## Galería

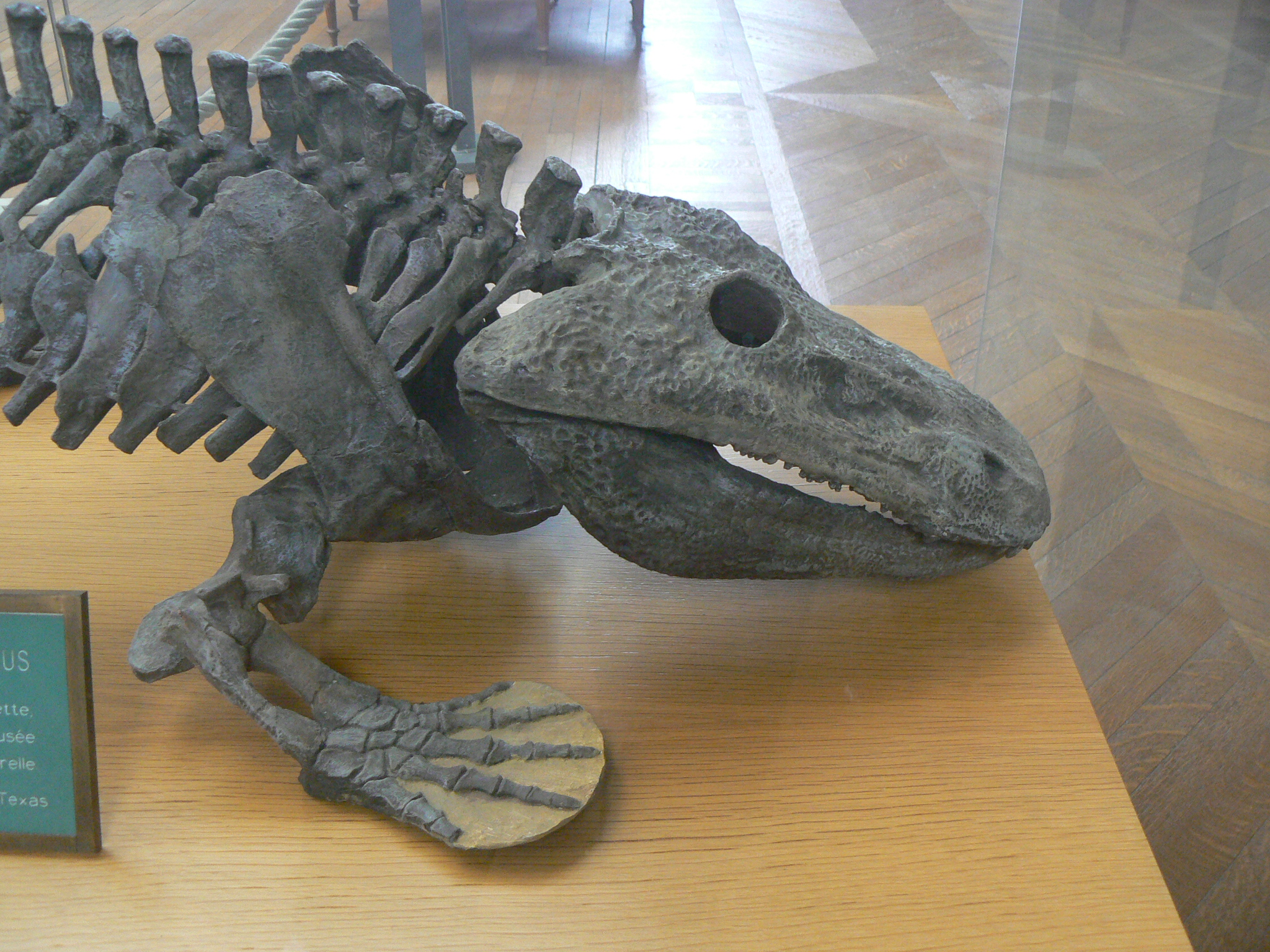
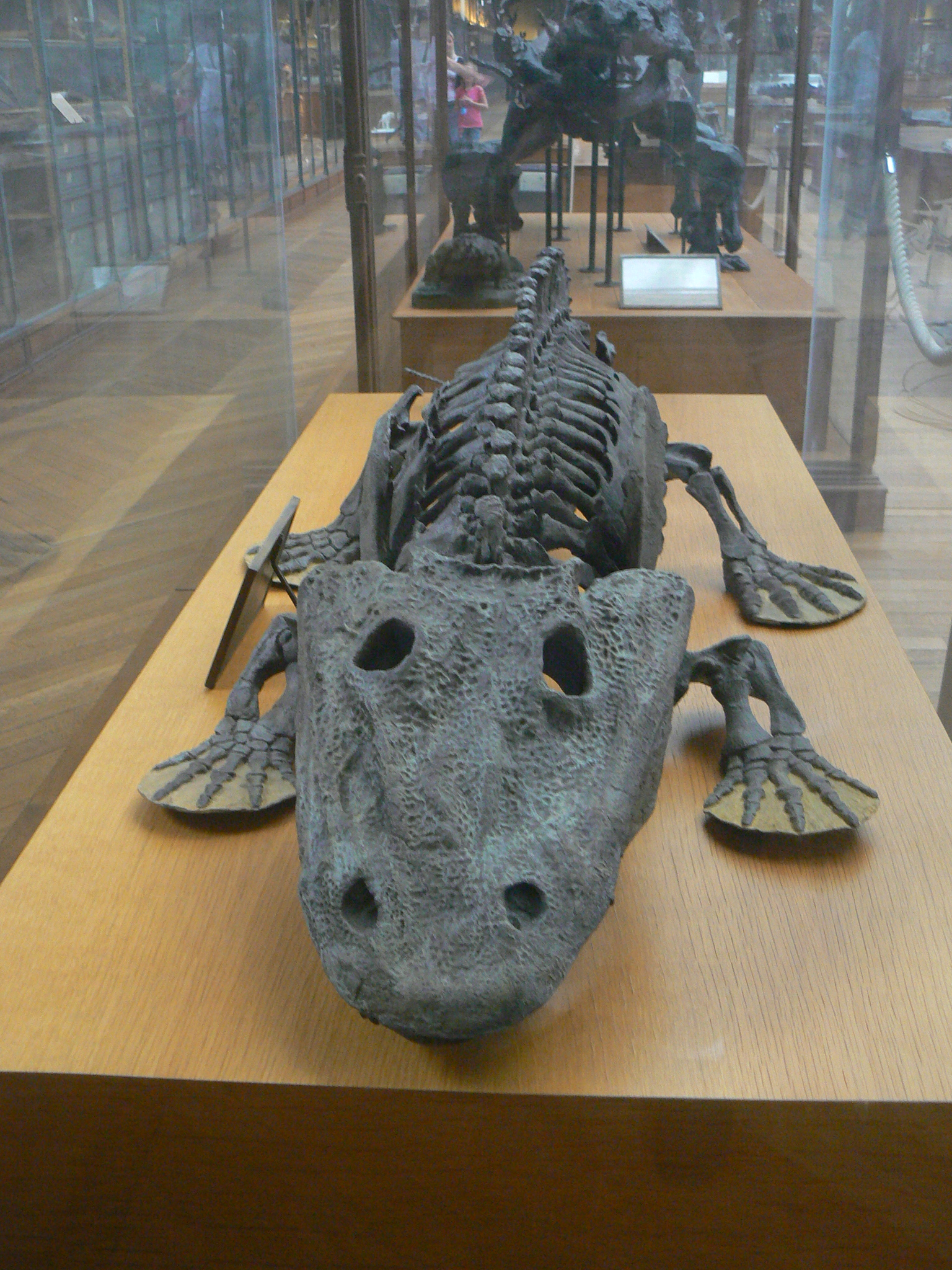
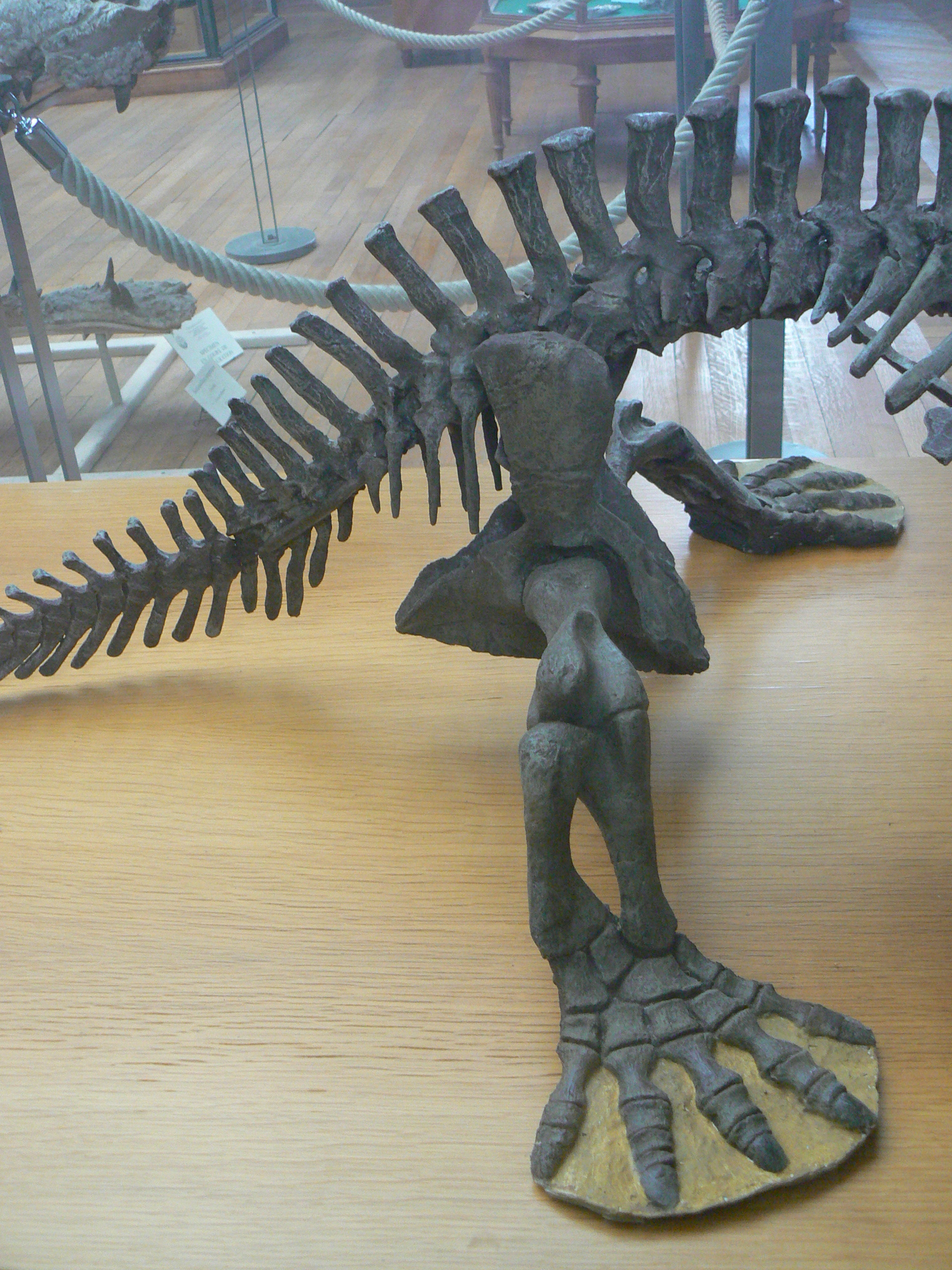
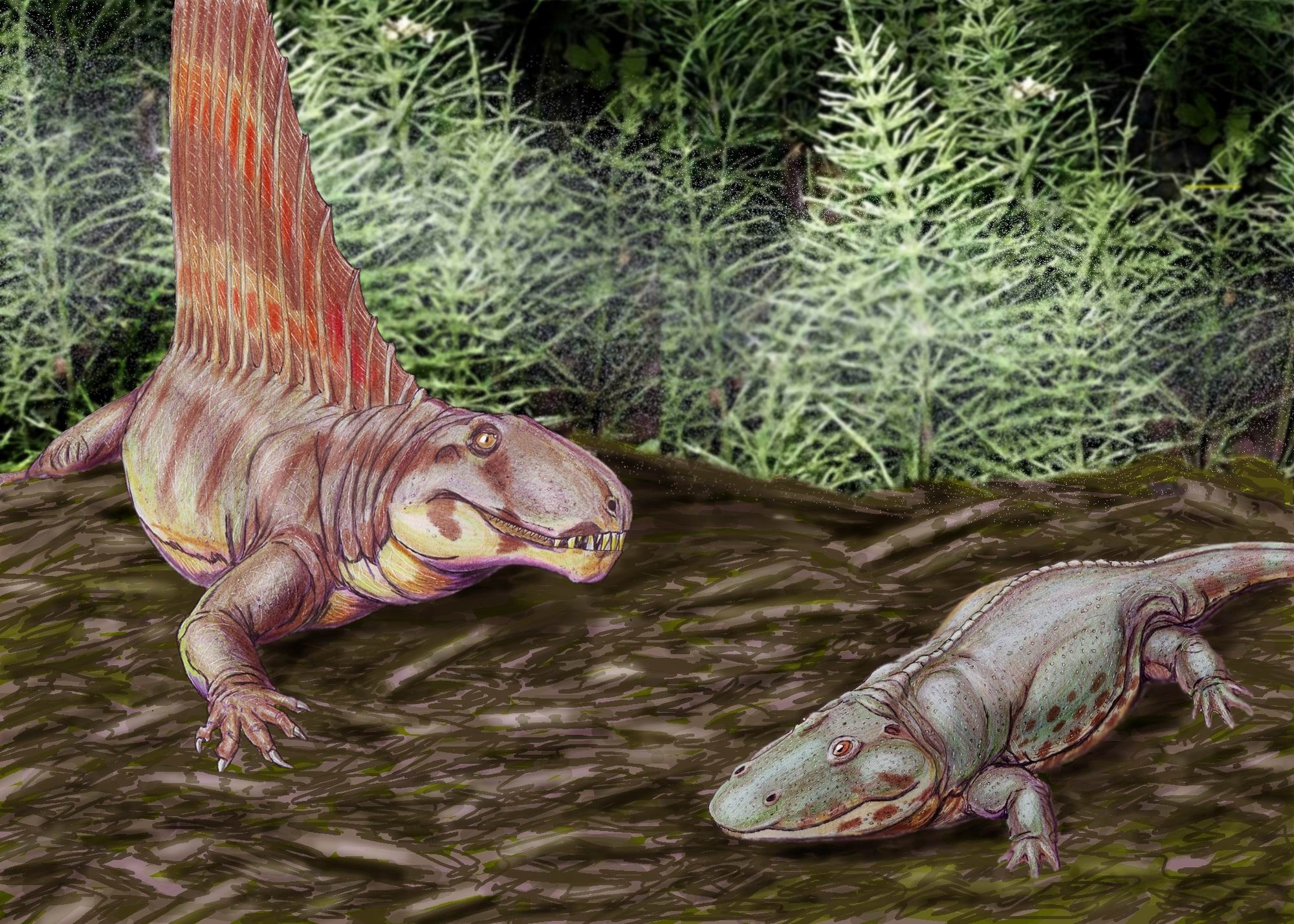